# بنك نكست
بنك نكست (بنك الاستثمار العربي سابقاً) تأسس المصرف باسم المصرف الاتحادي العربي للتنمية والاستثمار كشركة مساهمة ڤيدرالية بموجب قرار مجلس رئاسة اتحاد الجمهوريات العربية رقم 1 لسنة 1974 برأس مال مدفوع قدره 40 مليون دولار أمريكي
ارتفع إلى مليار جنيه مصري في 2010 وتعديل اسم البنك ليصبح بنك الاستثمار العربي شركة مساهمة مصرية.
في نوفمبر 2021 تم زيادة رأس المال وفقا لتعليمات بازل ليصبح 5 مليار جنيه مصري بعد اتمام صفقة الاستحواذ من شركة المجموعة المالية هيرميس وصندوق مصر السيادي.

## وظائف البنك

شعار بنك الاستثمار العربي بمسماه القديم aiBANK

بنك نكست هو بنك استثماري وتجاري يعمل تحت إشراف البنك المركزي المصري ويقدم مجموعة من الخدمات المصرفية والمالية للشركات والمؤسسات بجميع الأحجام والأفراد والأسر سواء المحلية أو الأجنبية من خلال فروع البنك وتسعى الإدارة إلى بذل الجهود لوضع البنك في وضع تنافس مع البنوك الأخرى من حيث تنويع منتجاته والتوسع جغرافياً مع خطة طويلة الأمد لرضاء العملاء.

## هيكل المساهمين
المجموعة المالية هيرميس بنسبة 51%
صندوق مصر السيادي بنسبة 25%
بنك الاستثمار القومي بنسبة 24%

## وصلات خارجية
موقع بنك نكست الرسمي